# NGC 234
NGC 234 este o galaxie spirală situată în constelația Peștii. A fost descoperită în 14 octombrie 1784 de către William Herschel.